# 305
Năm 305 là một năm trong lịch Julius. 

## Sự kiện

### Tháng 5
- 1 tháng 5, Hoàng đế Diocletian và Hoàng đế đồng cai trị Maximian thoái vị. Galerius (250-311) và Constantius (250-306) trở thành hai hoàng đế cùng cai trị Đế quốc La Mã

## Sinh
- Xem thêm: